# Friedrich Hagenmüller
Friedrich Hagenmüller (* 1948 in Frankfurt am Main) ist ein deutscher Internist. 

## Leben
Von 1966 bis 1972 studierte Hagenmüller Medizin an der Johann Wolfgang Goethe-Universität und der Friedrich-Alexander-Universität Erlangen. Dort promovierte er 1972 zum Dr. med.
1973 begann er seine Ausbildung in der Anästhesiologie des Universitätsklinikums Essen. Zum Internisten wurde er im Hamburger AK Barmbek, am Universitätsklinikum Frankfurt am Main und an der Technischen Universität München, an der er sich 1987 habilitierte. 1990 übernahm er als Chefarzt die Leitung der 1. Medizinischen Abteilung der Asklepios Klinik Altona mit dem Schwerpunkt Gastroenterologie und Stoffwechsel. Mit den Professoren Nib Soehendra (Chirurgie, Universitätsklinikum Hamburg-Eppendorf) und Dietmar Wurbs (Asklepios Klinik Barmbek) gründete er 1991 den Endo Club Nord.

## Ehrenämter
- Vorsitzender der Hamburger Arbeitsgemeinschaft für Gastroenterologie
- Präsident der European Society of Gastrointestinal Endoscopy (1997/98)
- Präsident der Deutschen Gesellschaft für Endoskopie und bildgebende Verfahren (2000)
- Ehrenmitglied der American Society for Gastrointestinal Endoscopy (2007)

## Werke
- mit Martin Keuchel: Atlas der Videokapselendoskopie. Springer, Berlin Heidelberg 2005.

– mit Martin Keuchel und David Fleischer: Atlas of video capsule endoscopy. Springer, Berlin Heidelberg 2006.